# Zeki Müren
Zeki Müren, (Bursa, 1931. december 6. – 1996. szeptember 24.) török énekes, színész, dalszerző. Az egyik leghíresebb török LMBT-előadó volt.

## Albumai
- Senede Bir Gün (1970)
- Pırlanta 1 (1973)
- Pırlanta 2 (1973)
- Pırlanta 3 (1973)
- Pırlanta 4 (1973)
- Güneşin Oğlu (1976)
- Mücevher (1977)
- Nazar Boncuğu (1978)
- Sükse (1979)
- Kahır Mektubu (1981)
- Eskimeyen Dost (1982)
- Hayat Öpücüğü (1984)
- Aşk Kurbanı (1985)
- Masal (1986)
- Helal Olsun (1987)
- Gözlerin Doğuyor Gecelerime (1988)
- Ayrıldık İşte (1989)
- Zirvedeki Şarkılar (1989)
- Dilek Çeşmesi (1990)
- Doruktaki Nağmeler (1991)
- Sorma (1992)

## Filmográfia
| Év   | Cím                   | Szerep     | Megjegyzések |
| ---- | --------------------- | ---------- | ------------ |
| 1953 | Beklenen Şarkı        | Zeki       |              |
| 1955 | Son beste             | Zeki Müren |              |
| 1957 | Berduş                |            |              |
| 1958 | Altın kafes           |            |              |
| 1959 | Kırık plak            |            |              |
| 1959 | Gurbet                | Zeki       |              |
| 1961 | Aşk hırsızı           | Zeki       |              |
| 1962 | Hayat bazen tatlıdır  |            |              |
| 1963 | Bahçevan              |            |              |
| 1964 | İstanbul kaldırımları | Zeki       |              |
| 1965 | Hep o şarkı           |            |              |
| 1966 | Düğün gecesi          |            |              |
| 1967 | Hindistan cevizi      |            |              |
| 1968 | Kâtip                 |            |              |
| 1969 | İnleyen nağmeler      | Zeki Müren |              |
| 1969 | Kalbimin sahibi       |            |              |
| 1970 | Aşktan da üstün       |            |              |
| 1971 | Rüya gibi             | Zeki       |              |